# Itakyry
Itakyry è un centro abitato del Paraguay, nel Dipartimento dell'Alto Paraná. Forma uno dei 20 distretti del dipartimento.

## Popolazione
Al censimento del 2002 Itakyry contava una popolazione urbana di 2.866 abitanti (23.765 nel distretto).